# Vrbatův Kostelec
Vrbatův Kostelec település Csehországban, a Chrudimi járásban. Vrbatův Kostelec Horka, Prosetín, Chrast, Miřetice, Leštinka és Tisovec településekkel határos. Lakosainak száma 370 fő (2024. január 1.).

## Népesség
A település lakosságának változását az alábbi diagram mutatja:
| Lakosok száma | 658  | 597  | 754  | 658  | 480  | 349  | 349  | 346  | 370  | 370  |
|               | 1869 | 1890 | 1921 | 1950 | 1980 | 2001 | 2017 | 2019 | 2022 | 2024 |